# Supercoppa italiana 2022
La Supercoppa italiana 2022, denominata EA SPORTS Supercup per ragioni di sponsorizzazione, è stata la 35ª edizione della competizione che si è disputata il 18 gennaio 2023 allo stadio internazionale Re Fahd di Riad, in Arabia Saudita. La sfida è stata disputata tra il Milan, vincitore della Serie A 2021-2022, e l'Inter, vincitrice della Coppa Italia 2021-2022. È stato il secondo Derby di Milano nella competizione, dopo l'edizione del 2011 vinta dai rossoneri.
L'edizione ha visto l'introduzione del fuorigioco semi-automatico, utilizzato per la prima volta nella Supercoppa UEFA 2022, successivamente a partire dalla fase a gironi della UEFA Champions League 2022-2023, nel campionato mondiale di calcio 2022 in Qatar, e a partire dal girone di ritorno della Serie A 2022-2023.
L'Inter si è aggiudicata il trofeo per la settima volta, la seconda consecutiva, eguagliando il numero di successi del Milan. Questa è stata l'ultima edizione a prevedere una partita singola, dopo l'introduzione di una final four con la disputa di semifinali e finale a partire dall'edizione successiva.

## Partecipanti
| Squadre | Qualificazione                         | Partecipazioni precedenti (il grassetto indica la vittoria)           |
| ------- | -------------------------------------- | --------------------------------------------------------------------- |
| Milan   | Vincitore della Serie A 2021-2022      | 11 (1988, 1992, 1993, 1994, 1996, 1999, 2003, 2004, 2011, 2016, 2018) |
| Inter   | Vincitore della Coppa Italia 2021-2022 | 10 (1989, 2000, 2005, 2006, 2007, 2008, 2009, 2010, 2011, 2021)       |

## Antefatti
La sfida — che rappresenta la duecentotrentaquattresima stracittadina meneghina in tutte le competizioni ufficiali — è la seconda tra le squadre nel torneo, dopo l'edizione del 2011 disputata allo stadio nazionale di Pechino e vinta dai rossoneri per 2-1 in rimonta. Il Milan arriva alla finale per la dodicesima volta, la prima dopo quella del 2018 persa contro la Juventus per 1-0, sempre in Arabia Saudita, ma allo stadio Città dello sport Re Abd Allah di Gedda. Il bilancio dei rossoneri, secondi nell'albo d'oro della competizione alle spalle dei bianconeri, è di sette vittorie e quattro sconfitte. L'Inter partecipa alla Supercoppa italiana per l'undicesima volta, la seconda consecutiva dopo quella dell'anno precedente, vinta per 2-1 ai tempi supplementari contro la Juventus allo stadio Giuseppe Meazza di Milano. Il bilancio dei nerazzurri è di sei vittorie e quattro sconfitte.
L'edizione 2022 della Supercoppa italiana è la terza occasione in cui Milan e Inter si incrociano nell'atto conclusivo di una competizione ufficiale: oltre al già citato precedente nell'edizione 2011, che vide trionfare i rossoneri, le due squadre meneghine si sono affrontate anche nella finale dell'edizione 1976-1977 della Coppa Italia, anche quella vinta dal Milan, che si impose per 2-0.
Lo stadio internazionale Re Fahd di Riad è il teatro della finale di Supercoppa italiana per la prima volta, mentre la città di Riad ospita l'atto conclusivo della manifestazione per la seconda volta, dopo il precedente del 2019 tra Juventus e Lazio disputato allo stadio dell'Università Re Sa'ud. In assoluto è la terza volta in cinque anni che l'Arabia Saudita ospita la finale della Supercoppa italiana, avendo ospitato anche la sopracitata edizione del 2018. La finale del 2022 è la nona disputata nel continente asiatico, considerando anche le quattro disputate in Cina e le due in Qatar. Per la sesta volta il trofeo è assegnato nell'anno solare successivo a quello del termine di Serie A e Coppa Italia della stagione precedente, dopo le edizioni del 1988, 1995, 2018, 2020 e 2021, per l'ottava volta in inverno, dopo le edizioni del 1995, 2014, 2016, 2018, 2019, 2020 e 2021, e per la quinta volta nel mese di gennaio, dopo le edizioni del 1995, 2018, 2020 e 2021.
Per quanto riguarda i giocatori, l'attaccante milanista Olivier Giroud e quello interista Edin Džeko, in caso di rete realizzata, diventerebbero i marcatori più anziani nella storia del torneo, battendo il primato stabilito dallo juventino Cristiano Ronaldo nell'edizione 2020.
Sul fronte allenatori, Stefano Pioli, tecnico del Milan, è alla seconda apparizione nell'atto conclusivo del torneo, dopo il precedente del 2015, quando perse da allenatore della Lazio contro la Juventus allo stadio di Shanghai, che si impose per 2-0. Simone Inzaghi, tecnico dell'Inter, è uno dei due allenatori, insieme allo spagnolo Rafael Benítez, che ha il 100% dei successi nella competizione tra coloro che ne hanno disputata più di una. Le tre vittorie ottenute da Inzaghi da allenatore in Supercoppa italiana sono arrivate sempre contro la Juventus, due con la Lazio, nelle edizioni 2017 e nel 2019, quest'ultima sempre a Riad, e una con l'Inter, nell'edizione 2021. In caso di vittoria, Inzaghi raggiungerebbe Fabio Capello e Marcello Lippi in testa all'albo d'oro dei tecnici più vittoriosi della competizione.

## Contesto
Il tecnico milanista Pioli schiera la squadra con il 4-2-3-1: in porta Tătărușanu sostituisce l'infortunato Maignan, la linea difensiva a quattro è formata da Calabria ed Hernández come terzini e da Kjær e Tomori come difensori centrali, con il danese che vince il ballottaggio con Kalulu. I due mediani sono Tonali e Bennacer, mentre il trio di trequartisti è formato da Messias, che viene preferito a Saelemaekers, Díaz e Leão. In attacco come centravanti viene scelto Giroud. L'allenatore interista Inzaghi dispone la squadra con il 3-5-2: davanti a Onana, preferito al rientrante Handanovič, il terzetto dei difensori centrali è formato da Škriniar, Acerbi, che vince il ballottaggio con De Vrij, e Bastoni; sulle fasce vengono scelti Darmian, preferito dall'inizio a Dumfries, e Dimarco, mentre ai lati di Çalhanoğlu, che sostituisce Brozović, ci sono Barella e Mxit'aryan; in attacco la coppia offensiva è formata da Džeko e Martínez, vista anche la scarsa forma fisica di Lukaku.

## La finale

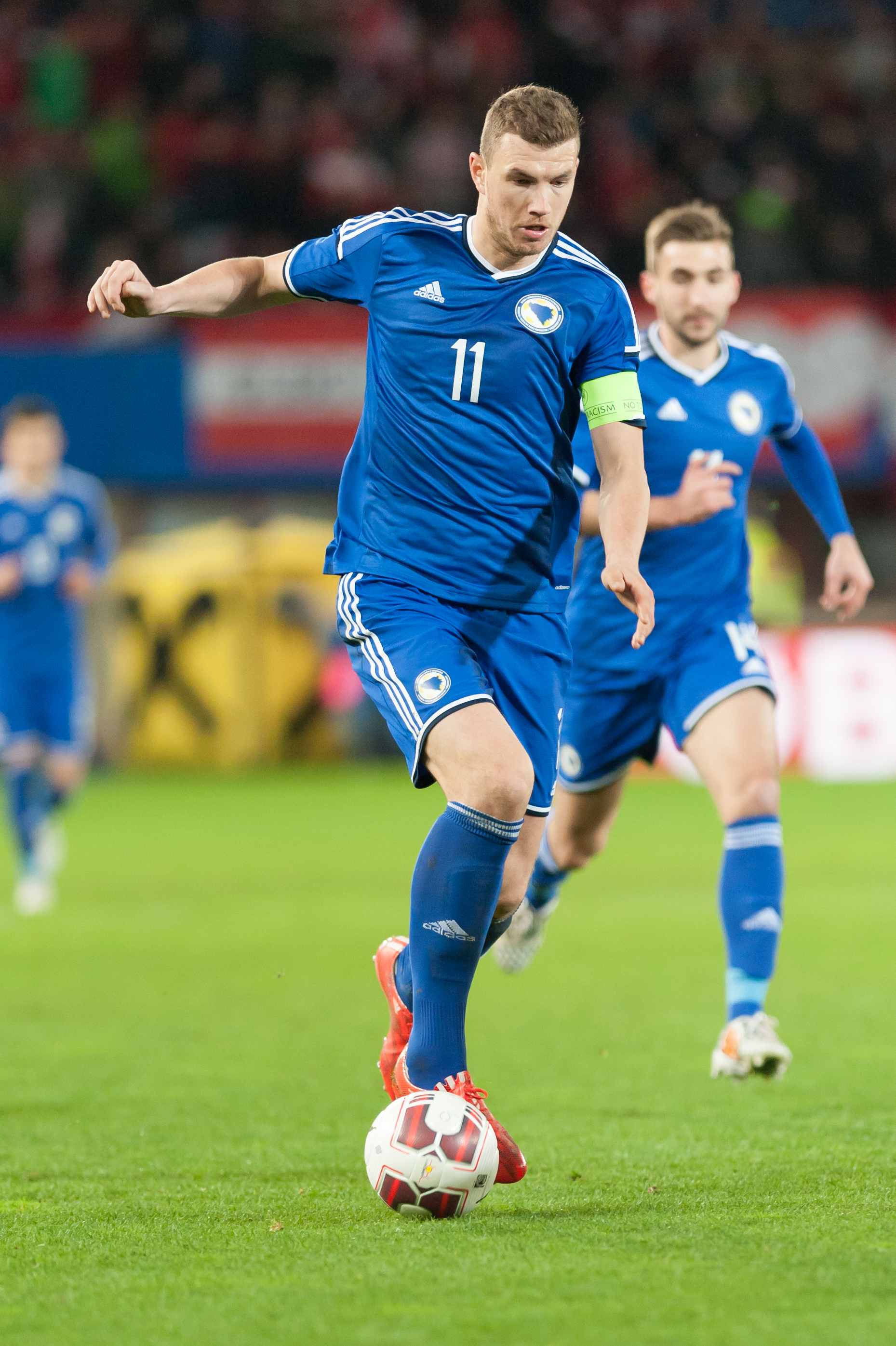
Džeko, autore della seconda rete dei nerazzurri e nominato MVP della finale.

La gara vede l'Inter partire meglio e mettere in difficoltà il Milan fin dalle battute iniziali: all'8' Džeko porta palla fino al limite dell'area avversaria ma il suo tiro finisce alto sopra la porta di Tătărușanu. Due minuti più tardi, la squadra nerazzurra va in vantaggio: Darmian scambia con Džeko che imbuca per Barella oltre la linea difensiva rossonera, il centrocampista serve dall'altro lato Dimarco, che spinge la palla nella porta rossonera. La reazione del Milan si concretizza prima in un'azione personale di Leão, che non riesce ad arrivare al tiro, e poi in una conclusione dello stesso portoghese che Onana alza sopra la traversa. La partita, però, resta in controllo dell'Inter, che al 21' trova anche la rete del raddoppio: un lungo lancio di Bastoni serve Džeko defilato sulla sinistra e quasi sulla linea di fondo, il bosniaco rientra e, dopo aver superato l'opposizione di Tonali, batte Tătărușanu calciando verso l'angolo basso opposto. I nerazzurri continuano a spingere e, al 28', è ancora Džeko ad impensierire la retroguardia rossonera sugli sviluppi di un calcio d'angolo a favore dell'Inter; qualche minuto dopo un tiro di Dimarco è respinto da Tătărușanu. Col passare del tempo, il Milan entra in partita e cerca, con più insistenza, la via del gol: al 42' Tonali prova a calciare verso la porta di Onana, trovando l'opposizione dei giocatori interisti, e il successivo tiro di Tomori termina fuori dallo specchio. Nel recupero della prima frazione di gioco Mxit'aryan prova a servire Martínez, ma l'argentino non riesce ad arrivare sulla palla.
La ripresa comincia con gli uomini di Pioli che cercano di dimezzare lo svantaggio: dopo due occasioni rossonere, ci prova Leão al 49', ma il suo tiro non inquadra lo specchio, con la palla che termina alta sopra la traversa. Dopo un tentativo per l'Inter al 54', che vede Martínez bloccato da Kjær in area di rigore, è Bennacer ad andare alla conclusione, ma Onana blocca il tiro dell'algerino. La partita scorre verso l'ultimo quarto d'ora, con le squadre che effettuano diverse sostituzioni. Tuttavia, i cambi offensivi effettuati dalla compagine rossonera per riaprire il match non sortiscono alcun effetto. Al 77' la squadra di Simone Inzaghi chiude definitivamente la gara: su un lungo lancio di Škriniar dalle retrovie interiste, Martínez elude l'intervento di Tomori e supera Tătărușanu con un tocco di esterno che termina sul palo opposto, siglando il 3-0 nerazzurro. Nel finale di gara i ritmi si abbassano, e il Milan non riesce a creare pericoli concreti per la difesa interista. L'ultima occasione della gara è un cross dalla destra del subentrato Rebić, con la palla che termina sulla traversa della porta di Onana, per poi tornare verso il campo. Al fischio finale, i giocatori dell'Inter possono festeggiare la vittoria del trofeo, il settimo della storia dei nerazzurri nella storia della competizione, eguagliando il numero dei successi proprio del Milan, nonché la seconda vittoria consecutiva dopo quella nell'edizione precedente contro la Juventus.

## Tabellino
| Arbitro: | Maresca (Napoli) |

|  |           |                                    |
|  | Marcatori | 10’ Dimarco 21’ Džeko 77’ Martínez |

| Milan | Inter |

|                 |    |                      |     |     |
|                 |    |                      |     |     |
| P               | 1  | Ciprian Tătărușanu   |     |     |
| D               | 2  | Davide Calabria      |     | 80’ |
| D               | 24 | Simon Kjær           |     | 65’ |
| D               | 23 | Fikayo Tomori        |     |     |
| D               | 19 | Theo Hernández       | 77’ |     |
| C               | 8  | Sandro Tonali        | 85’ |     |
| C               | 4  | Ismaël Bennacer      |     |     |
| C               | 30 | Junior Messias       |     | 65’ |
| C               | 10 | Brahim Díaz          |     | 65’ |
| C               | 17 | Rafael Leão          |     |     |
| A               | 9  | Olivier Giroud       |     | 81’ |
| A disposizione: |    |                      |     |     |
| P               | 77 | Devis Vásquez        |     |     |
| P               | 83 | Antonio Mirante      |     |     |
| D               | 20 | Pierre Kalulu        |     | 65’ |
| D               | 21 | Sergiño Dest         |     | 80’ |
| D               | 28 | Malick Thiaw         |     |     |
| D               | 46 | Matteo Gabbia        |     |     |
| D               | 94 | Andrea Bozzolan      |     |     |
| C               | 7  | Yacine Adli          |     |     |
| C               | 14 | Tiémoué Bakayoko     |     |     |
| C               | 32 | Tommaso Pobega       |     |     |
| C               | 40 | Aster Vranckx        |     |     |
| C               | 56 | Alexis Saelemaekers  |     |     |
| A               | 12 | Ante Rebić           |     | 81’ |
| A               | 27 | Divock Origi         |     | 65’ |
| C               | 90 | Charles De Ketelaere |     | 65’ |
| Allenatore:     |    |                      |     |     |
| Stefano Pioli   |    |                      |     |     |

|                 |    |                     |     |     |
|                 |    |                     |     |     |
| P               | 24 | André Onana         |     |     |
| D               | 37 | Milan Škriniar      |     |     |
| D               | 15 | Francesco Acerbi    |     |     |
| D               | 95 | Alessandro Bastoni  |     | 85’ |
| C               | 20 | Hakan Çalhanoğlu    | 72’ | 84’ |
| C               | 23 | Nicolò Barella      | 33’ | 71’ |
| C               | 22 | Henrix Mxit'aryan   |     |     |
| C               | 36 | Matteo Darmian      |     |     |
| C               | 32 | Federico Dimarco    |     | 63’ |
| A               | 9  | Edin Džeko          |     | 71’ |
| A               | 10 | Lautaro Martínez    | 79’ |     |
| A disposizione: |    |                     |     |     |
| P               | 1  | Samir Handanovič    |     |     |
| P               | 21 | Alex Cordaz         |     |     |
| P               | 31 | Gabriel Brazão      |     |     |
| D               | 6  | Stefan de Vrij      |     | 85’ |
| C               | 8  | Robin Gosens        |     | 63’ |
| D               | 12 | Raoul Bellanova     |     |     |
| D               | 33 | Danilo D'Ambrosio   |     |     |
| D               | 46 | Mattia Zanotti      |     |     |
| C               | 2  | Denzel Dumfries     |     |     |
| C               | 5  | Roberto Gagliardini |     | 71’ |
| C               | 14 | Kristjan Asllani    |     | 84’ |
| C               | 45 | Valentín Carboni    |     |     |
| C               | 77 | Marcelo Brozović    |     |     |
| A               | 11 | Joaquín Correa      |     | 71’ |
| A               | 90 | Romelu Lukaku       |     |     |
| Allenatore:     |    |                     |     |     |
| Simone Inzaghi  |    |                     |     |     |

| Assistenti arbitrali: Stefano Alassio (Imperia) Giovanni Baccini (Conegliano) Quarto ufficiale: Daniele Chiffi (Padova) VAR: Aleandro Di Paolo (Avezzano) Assistente al VAR: Rosario Abisso (Palermo) Assistente di riserva: Alessandro Lo Cicero (Brescia) | Regole dell'incontro: - due tempi regolamentari da 45 minuti ciascuno; - due tempi supplementari da 15 minuti ciascuno in caso di parità; - tiri di rigore in caso di ulteriore parità; inizialmente cinque per squadra, e a oltranza fino a spareggio in caso di ulteriore parità; - numero massimo di 26 giocatori per squadra a referto (11 in campo e 15 come potenziali sostituti); - cinque sostituzioni permesse nei tempi regolamentari; una sesta permessa nei tempi supplementari. |

## Statistiche
| Statistiche       | Milan | Inter |
| ----------------- | ----- | ----- |
| Reti segnate      | 0     | 3     |
| Tiri totali       | 14    | 12    |
| Tiri in porta     | 3     | 6     |
| Parate            | 6     | 6     |
| Possesso palla    | 66%   | 34%   |
| Calci d'angolo    | 5     | 6     |
| Falli commessi    | 14    | 24    |
| Fuorigioco        | 0     | 1     |
| Cartellini gialli | 2     | 3     |
| Cartellini rossi  | 0     | 0     |